# 大果红杉
大果红杉（学名：Larix potaninii var. macrocarpa）为松科落叶松属红杉的变种。分布在中国大陆的云南、西藏、四川等地，生长于海拔2,700米至4,000米的地区，目前尚未由人工引种栽培。